# 関市武芸川ふるさと館
関市武芸川ふるさと館（せきしむげがわふるさとかん）は、岐阜県関市にある展示施設（美術館）。

## 概要
- 関市（主に旧・武芸川町）にゆかりのある文化人の作品及び資料を保存展示する施設である[2]。
- 2000年（平成12年）に武儀郡武芸川町の武芸川町ふるさと館として開館[1]。2005年（平成17年）に武芸川町が関市に編入されると、関市武芸川ふるさと館に改称された。
- 特別展示室には旧・武芸川町ゆかりの文化人の作品が展示してある。

## 施設概要
- 一般展示室
- 特別展示室
- 一般収蔵室
- 特別収蔵室
- 研修室

## 収蔵作品のある文化人
- 仙厓義梵 - 禅僧・画家
- 森有一 - 日本画家・俳人
- 早川国彦 - 画家
- 山田三秋 - 歌人・俳人
- 田中金峯 - 書家
- 尾川邦彦 - 刀匠
- 相宮青雲 - 水墨画家

## 利用案内
- 所在地：岐阜県関市武芸川町八幡1566
- 開館時間：9:00 - 16:30[2]
- 休館日：木曜日（木曜日が休日の場合は開館）、休日の翌日（休日の翌日が土日曜日又は休日の場合は開館）、年末年始（12月29日 - 1月3日）[2]

## 交通アクセス

### 公共交通機関
- 岐阜バス「武芸川温泉」バス停より徒歩すぐ
  - JR岐阜駅（JR岐阜駅バスターミナル）・名鉄岐阜駅（名鉄岐阜のりば）より高美線「中濃庁舎」行き
  - 長良川鉄道関駅（関シティターミナル）より関板取線「ほらどキウイプラザ」行き

## 周辺施設
- 武芸川温泉
- 関市立武芸川中学校
- 関市武芸川体育館
- 関市武芸川健康プール
- 関市役所武芸川事務所